# Bosc sec del Zambeze
El bosc sec del Zambeze és una ecoregió de l'ecozona afrotropical, definida per WWF, situada entre Zàmbia i Angola.

## Descripció
És una ecoregió de bosc sec amb una superfície de 32.200 quilòmetres quadrats; ocupa una regió al voltant del riu Kabompo al nord de Barotseland a l'oest de Zàmbia, que s'estén també fins a Angola, entre els 1.100 i els 1.200 m d'altitud.
Les pastures del Zambeze Occidental separen els uns dels altres els enclavaments boscosos. Al sud-oest hi ha la planura inundada Barotse, part de l'ecoregió de les prada inundada del Zambeze. Els boscos de miombo del Zambeze Central i els boscos de miombo d'Angola es troben als millors sòls a l'est i oest, respectivament.
La temperatura mitjana anual oscil·la entre 20 i 22º, amb entre 800 i 1200 mm de precipitacions anuals. Hi ha tres estacions: una estació seca i càlida entre agost i octubre, una estació seca i humida entre novembre i abril, i una estació freda i seca entre maig i juliol.

## Flora
Aquesta ecoregió constitueix l'àrea més extensa de selva tropical sempreverda fora de la zona equatorial. L'espècie dominant és el mavunda Cryptosepalum exfoliatum pseudotaxus (Caesalpinioideae), que creix en un sòl pobre i sorrenc. L'altura de la selva no supera en general els 25 metres, i la seva estructura és més simple que la de la selva umbròfila.
Les plantes herbàcies són escasses; el sòl, a les zones més denses, està cobert de molsa.

## Fauna
El bosc és la llar d'una gran varietat de fauna inclosos ungulats com el duiquer de llom groc, el duiquer blau i llurs depredadors, així com altres espècies com el porc senglar dels matolls. Les dues úniques espècies endèmiques són el mamífer rosegador Lemniscomys roseveari, i l'au Pogoniulus makawai. Tanmateix aquest no ha estat vist a la zona des de 1964 i de fet podria ser una variant del Pogoniulus bilineatus.
La regió ha estat poc estudiada. Els boscos són particularment rica en aus, amb prop de 400 espècies, incloses la subespècie Guttera edouardi kathleenae de pintada crestada oriental, Cercococcyx olivinus, turac de Ross (Musophaga rossae), Phyllastrephus cabanisi, Campephaga quiscalina, Batis margaritae, Trochocercus cyanomelas, Dicrurus ludwigii, Telophorus nigrifrons, Telophorus viridis, Nectarinia olivacea, Ploceus bicolor i Estrilda perreini.

## Estat de conservació
En perill crític. La regió està relativament despoblada.

## Protecció
Només existeix una àrea protegida: el Parc nacional West Lunga, a Zàmbia.